# Canal de Forth y Clyde

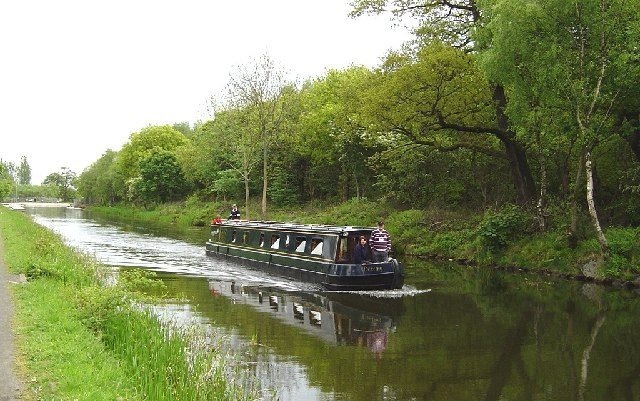
El canal Forth y Clyde, cerca de Bonnybridge y Larbert.

El canal Forth y Clyde (en inglés Forth and Clyde Canal) cruza Escocia, proporciona una ruta para la navegación marítima entre el estuario del río Forth y el fiordo de Clyde en la parte más estrecha de las Tierras Bajas de Escocia. El canal tiene 56 kilómetros de longitud y su extremo oriental está conectado al río Forth por un corto tramo del río Carron cerca de Grangemouth. La mayor sección del canal pasa cerca de Kilsyth y es alimentado por un acueducto que recoge el agua del embalse Birkenburn (construido para ese propósito) en las colinas Kilsyth, almacenada en otro lago artificial, también construido a propósito, llamado Townhead near Banton, desde donde se alimenta el canal a través de un alimentador del burn Shawend cerca de Craigmarloch. El canal continúa más allá de Twechar, a través de Kirkintilloch y Bishopbriggs a Maryhill, área al norte de la ciudad de Glasgow. Un ramal a Port Dundas fue construido para garantizar el acuerdo y el apoyo financiero de los comerciantes de Glasgow que temían perder el negocio si el canal les evitaba por completo. El extremo occidental del canal se conecta con el río Clyde en Bowling.
En 1840, un corto canal de 0,8 km, el canal Forth y Cart, fue construido para unir el canal Forth y Clyde en Whitecrook con el río Clyde, frente a la desembocadura del río Cart.

## Construcción
Fue diseñado por John Smeaton. La construcción comenzó en 1768 y después de los retrasos debidos a problemas de financiación se completó en 1790. El geólogo James Hutton se involucró en el canal entre 1767 y 1774, al que contribuyó con su conocimiento geológico, realizando amplias inspecciones del sitio, y actuó tanto como accionista como miembro del comité de gestión. El canal de la unión se construyó a continuación para conectar el extremo oriental del canal con Edimburgo. Entre 1789 y 1803 el canal fue utilizado para los ensayos de los barcos de vapor de William Symington, que culminó en el Charlotte Dundas, el «primer barco de vapor práctico». El canal se convirtió posteriormente en una importante vía de Clyde puffer, un tipo de barcos de vapor, muchos de los cuales fueron construidos en Bowling.
En 1842 una ley del Parlamento autorizó a la compañía ferroviaria Caledonian Railway a hacerse cargo del canal Clyde y Forth junto con el canal Forth y Cart, aunque no tuvo efecto hasta 1853.
El canal fue nacionalizado en 1948, junto con las empresas ferroviarias, y el control pasó a la Comisión de Transporte Británica. En 1962, la Comisión Británica de Transporte desapareció, y el control pasó a la Junta Británica de Navegación.
El canal Forth y Clyde dispone de 39 esclusas.

## Abandono y reactivación
En 1963 el canal fue cerrado para construir el paso de una autopista, y así se dejó en desuso y semiabandonado. Las esclusas del canal en los alrededores de Falkirk en la zona del canal Union, cerca de la conexión con el canal de Forth y Clyde habían sido rellenadas y construido sobre ellas en la década de 1930.
Como parte de las celebraciones del milenio en el año 2000, los fondos de la Lotería Nacional se utilizaron para regenerar los dos canales. Un dispositivo de elevación de barcos, la Rueda de Falkirk, fue construida para unir los dos canales y una vez más, permitir que los barcos viajasen desde el Clyde, o Glasgow, a Edimburgo, con un canal de conexión nuevo con el río Carron y por lo tanto con el río Forth. La Rueda de Falkirk abrió el 27 de mayo de 2002 y es ahora una atracción turística.
La rama de Port Dundas se ha vuelto a conectar a la cuenca Pinkston, que una vez formó la terminal del canal Monkland, con la construcción de 300 metros de un nuevo canal y dos esclusas. El costo del proyecto fue de 5,6 millones de libras, y la primera esclusa y la cuenca intermedia se inauguró el 29 de septiembre de 2006. Apertura de la segunda compuerta se retrasó por una disputa sobre la propiedad del terreno.